# Plansichter

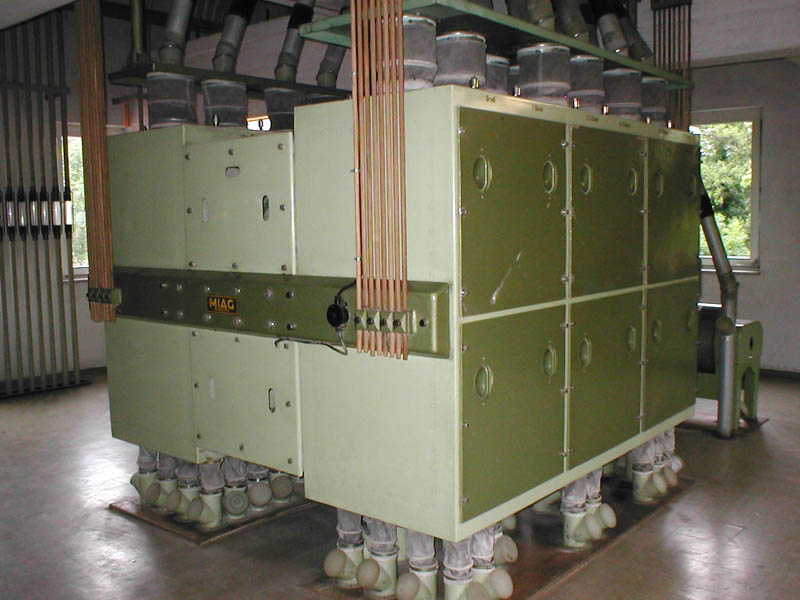
Plansichter mit typischer Aufhängung an Holzstäben

Ein Plansichter ist ein Sichter in der Mühle zur Trennung der Kornbestandteile, die nach der Mahlung auf dem Walzenstuhl in einer Mühle anfallen. 

## Technik
Durch den Trennungsprozess des Siebens und Schichtens kann das Mahlgut in Bestandteile unterschiedlicher Dichte (bei Mehl bedeutet dies indirekt unterschiedlicher Mineralstoffgehalt) aufgeteilt werden. Die kreisende Bewegung in horizontaler Lage bewirkt eine Schichtung des Produkts nach spezifischem Gewicht, sodass die schwereren Teilchen direkt mit dem Sieb in Berührung kommen und die leichteren Teile obenauf schwimmen.
In jedem Plansichter befinden sich mehrere Sichtabteile mit Siebstapeln, die je nach Bauart 8–32 Siebe enthalten. Unter jeder Sieblage laufen sogenannte Siebreiniger (heute in der Regel Kippreiniger), damit sich die Siebe nicht zusetzen. Die Siebe in einem Siebstapel haben unterschiedliche Maschenweiten (ca. 100–1000 µm), so dass eine Trennung in Mehl, Dunst, Grieß und grobe Schalenteile erfolgen kann. Jede Sieblage hat daher zwei Abgänge: einen Siebabstoß und einen Siebdurchfall (siehe Schema Teilchengröße). Das Laufschema und die Siebbespannungen innerhalb eines Siebabteils können individuell geändert werden, sodass verschiedenste Produktführungen möglich sind.

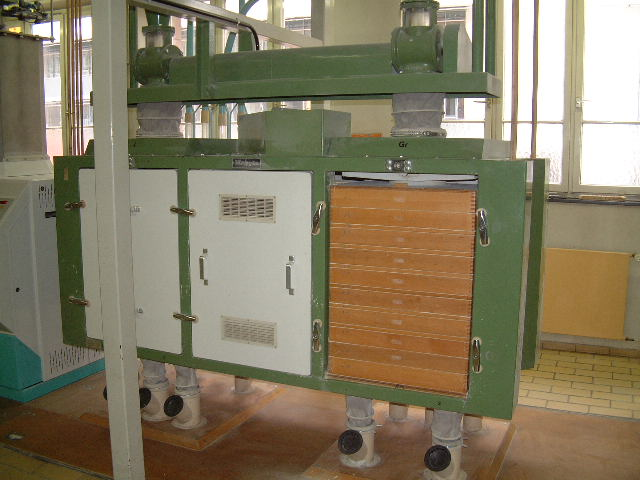
Plansichter mit zwei Siebstapeln bzw. -abteilen
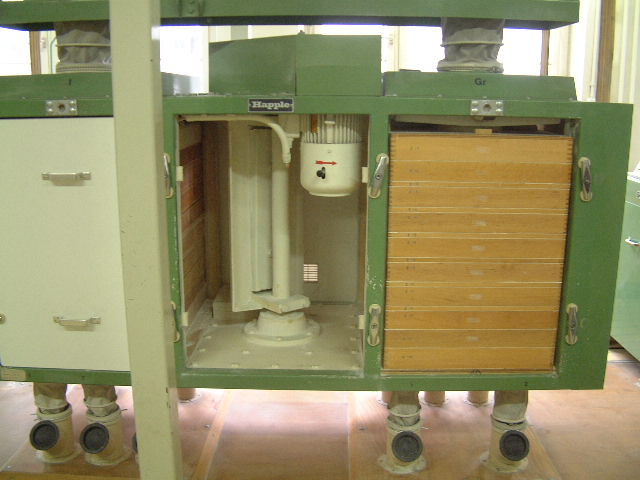
Plansichterantrieb in der Mitte
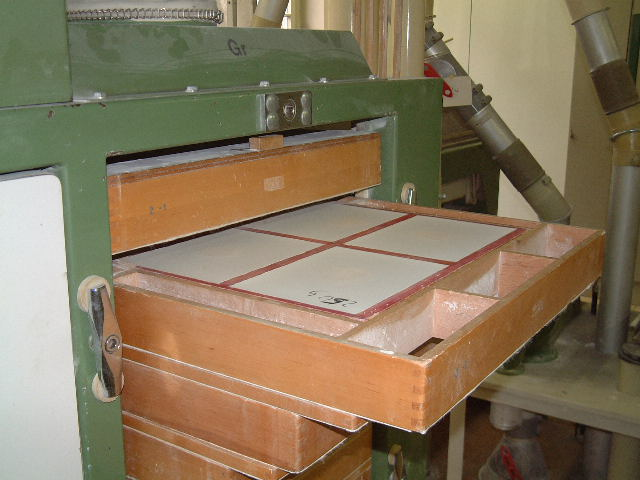
Sieblagen
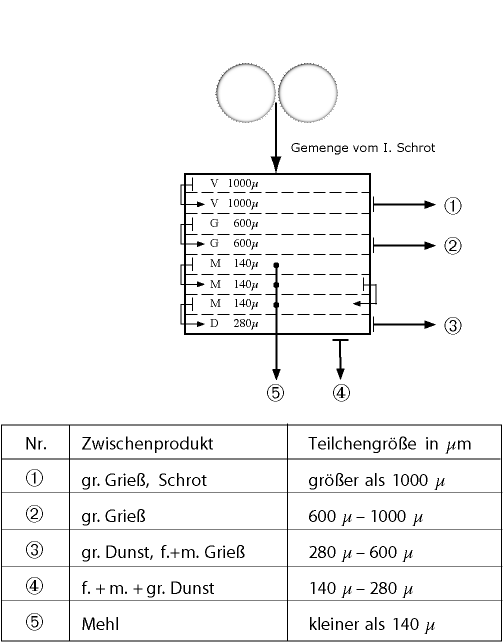
Schema Teilchengröße

## Geschichte

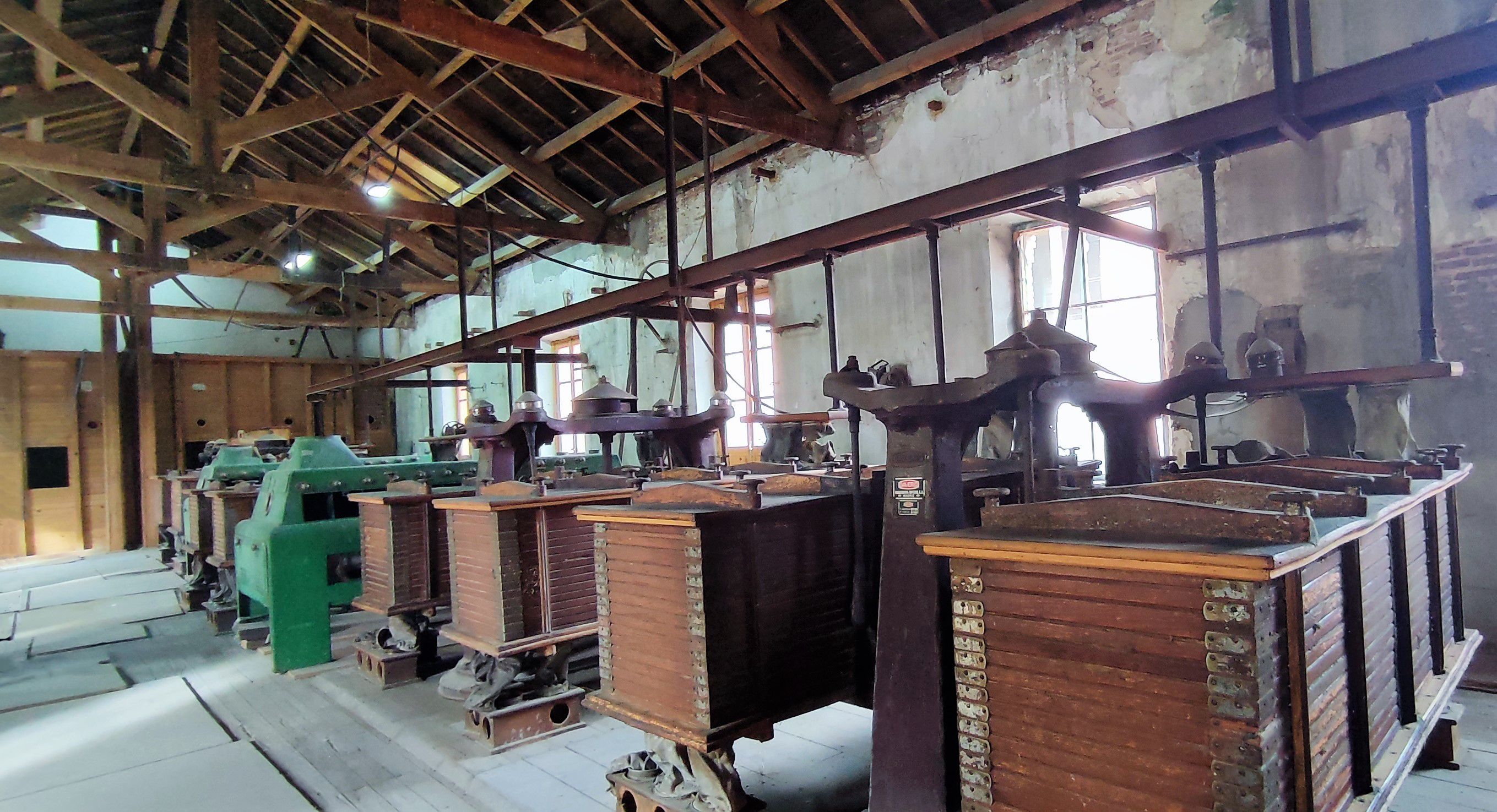
Doppelplansichter in einer Mehlmühle (Daverio, Henrici & CIE, 1916)

Plansichter für Mehl wurden 1888 von Karl Haggenmacher in Budapest erfunden und lösten Sechskantsichter und Zentrifugalsichtmaschinen ab. In den damals üblicherweise mit Wind- oder Wasserkraft betriebenen Mühlen wurden die Plansichter mittels Krafttransmission und einer Unwucht in Schwingung versetzt (Zwangläufer). Um frei schwingen zu können, werden die selbst in kleinen Ausführungen mehrere hundert Kilogramm wiegenden Geräte oftmals mit flexiblen Stangenbündeln aus Bambus oder Rattan an der Decke aufgehängt. Diese typische Aufhängung ist auch noch bei heutigen elektrisch in Rotation versetzten Plansichtern anzutreffen. Ein freischwingender Plansichter, dessen Aufbauprinzip heute noch verwendet wird, wurde 1912 durch die Firma Amme, Giesecke und Konegen (Braunschweig) vorgestellt. Eine neuere Entwicklung ist der Kreuzjochplansichter. Bei dieser Konstruktion sind die Siebstapel so gegenüber angeordnet, dass das Schwunggewicht wie bei der herkömmlichen Konstruktion entfallen kann und somit Gewicht eingespart wird.